# Cours légal
Un moyen de paiement a cours légal sur un territoire (de l'ancien français, la monnaie courre). Généralement, ce terme signifie que personne ne peut refuser de le recevoir en paiement d'une dette libellée dans la même unité monétaire, et cela à sa valeur nominale.
Historiquement, les moyens de paiement que la loi (cours légal) est venue consacrer d'un pouvoir libératoire général sont le papier monnaie (billets de banque) et les pièces de monnaie, c'est-à-dire la monnaie dite fiduciaire. En revanche, les instruments de transfert de la monnaie scripturale, tels les chèques ou les cartes de paiement, ne bénéficient pas de cette force légale et peuvent donc, en théorie, être refusés par un créancier.
L'expression cours légal ne concerne donc pas une monnaie ou unité monétaire mais seulement certains moyens de paiement qui peuvent lui servir de support.
Malgré tout, le cours légal est atténué par d'autres dispositions légales limitant son pouvoir libératoire. Il en est ainsi des dispositions obligeant un débiteur à effectuer les paiements au-delà de certains montants par chèque ou virements. En outre, l'obligation faite au créancier de recevoir une monnaie divisionnaire ayant cours légal ne lui interdit pas d'exiger du débiteur de faire l'appoint.
Le cours légal ne garantit pas toujours de pouvoir utiliser sa monnaie. Dans les pays soviétiques, certains magasins étaient strictement réservés, soit aux détenteurs de devises étrangères, soit aux membres de la Nomenklatura. Il était impossible d'y payer avec la monnaie « légale ».

## Dans l'Union européenne
Depuis le 28 février 2002, les billets et pièces libellés en euro sont les seuls moyens de paiement à avoir cours légal dans la zone euro. Le dispositif du cours légal n'est, toutefois, pas uniforme à travers la zone euro et a fortiori dans l'Union européenne. Dans certains États membres, l'atteinte au cours légal des monnaies est sanctionnée pénalement ; dans d'autres, la sanction relève du droit des contrats : la personne qui refuse des monnaies (espèces) ayant cours légal s'expose à ce que sa dette ne soit pas honorée.
Le statut du cours légal des billets de banque en euros est régi par le traité sur le fonctionnement de l’Union européenne. Le règlement 974/98 du Conseil du 3 mai 1998 concernant l’introduction de l’euro les éléments sur le cours légal des billets de banque et pièces en euros. Ainsi, l’article 6 de ce règlement précise que « Les actes à exécuter en vertu d'instruments juridiques prévoyant l'utilisation d'une unité monétaire nationale ou libellés dans une unité monétaire nationale sont exécutés dans ladite unité monétaire nationale. Les actes à exécuter en vertu d'instruments prévoyant l'utilisation de l'unité euro ou libellés dans l'unité euro sont exécutés dans cette unité ». L’article suivant du règlement prévoit que les parties peuvent déroger par convention à cette obligation. Pour préciser cette notion, la Commission européenne a adopté le 22 mars 2010 une recommandation sur l’étendue et les effets du cours légal des billets et des pièces en euros. Selon cette recommandation, il convient d’entendre le cours légal comme d’une part l’acceptation obligatoire, c’est-à-dire l’obligation pour le bénéficiaire d’une obligation d’accepter les billets de banque et pièces en euros, sauf si les parties sont convenues d’un autre mode de paiement; mais aussi d’autre part comme l’acceptation à la valeur nominale, c’est-à-dire que la valeur monétaire des billets de banque et pièces en euros est égale au montant indiqué sur les billets de banque et les pièces; et enfin le pouvoir libératoire, lequel consiste pour un débiteur de valablement s’acquitter d’une obligation de paiement en offrant des billets de banque et pièces en euros à son créancier.

### En France
En France, le premier billet de banque n'apparaît qu'en 1719 avec la Banque royale et ses coupures ont cours légal, puis pendant quelques mois, cours forcé : il est interdit de payer en or. Avec l'émission d'effets commerciaux privés à partir de 1776 par la Caisse d'escompte, on peut parler de cours légal ; cette institution connaît une série de faillites jusqu'en 1793. L'essor de ce type de monnaie fiduciaire est interrompu par la Révolution française : de 1790 à 1797, les assignats ont valeur de monnaie et ne peuvent être refusés sous peine de sanctions, et là encore, sont démonétisés avec fracas. Mais avec la création de la Banque de France en 1800, les premiers billets garantis par l’État commencent à circuler pour des montants élevés et réservés aux transactions entre négociants et institutions. Le billet de banque ne commence en fait à se démocratiser qu'à la fin du règne de Louis-Philippe.
Le billet est proclamé monnaie légale par le décret du 15 mars 1848, en même temps qu'est affirmé son inconvertibilité. Cette double consécration de cours légal et de cours forcé est anéantie par l'abrogation du décret en 1850 mais elle est restaurée par la loi du 12 août 1870 qui reprend les dispositions du décret de 1848. Ce rétablissement officiel du cours légal sera définitif, mais le cours forcé sera interrompu plusieurs fois jusqu'en 1936.
Le cours légal des billets et de la monnaie métallique signifie qu’ils ne peuvent pas être refusés en règlement d’une dette : leur acceptation comme mode de paiement est obligatoire. Le fait de refuser de recevoir des pièces de monnaie ou des billets de banque ayant cours légal en France est d’ailleurs puni d’amende (article R. 642.3 du code pénal). Le débiteur a cependant l’obligation de faire l’appoint (article L. 112.5 du code monétaire et financier). Un vendeur peut refuser un paiement en espèces en euros s’il n’a pas suffisamment de monnaie. Enfin, aucuns frais supplémentaire ne peuvent être imposés pour les paiements en espèces. Les pièces et les billets utilisés pour les paiements doivent être en bon état. Si un billet est endommagé, le commerçant peut le refuser du fait de la valeur incertaine du billet. Nul n’est obligé d’accepter plus de 50 pièces lors d’un seul paiement (article R. 112-2 du code monétaire et financier). Cette limite n’est pas applicable aux paiements en espèces faits aux caisses du Trésor public, qui sont cependant limités depuis le 1er janvier 2014 à 300 euros.
De nos jours, les pièces courantes en centimes (la nouvelle Marianne de Fabienne Courtiade et la Semeuse modernisée de Laurent Jorio) et en euros (l'Arbre Étoilé de Joaquin Jimenez), frappées en France, ont cours légal dans toute la Zone Euro. Par contre, les pièces de dix euros en argent (de Joaquin Jimenez), par exemple, n'ont cours légal qu'en France.

#### Sanction de la violation du cours légal
Le non-respect des prescriptions du cours légal, c'est-à-dire le fait de refuser des pièces de monnaie ou des billets de banque ayant cours légal pour leur valeur nominale, est sanctionné pénalement (article R642-3 du code pénal français).
Par contre, le client doit faire l'appoint (art L112-5 du code monétaire et financier).
Ce qui signifie qu'un commerçant peut refuser de vous rendre la monnaie sur votre billet de 500 € pour payer un achat de 10 € ; en revanche, il n'a pas le droit de le refuser.

#### Exceptions légales
L'emploi des différentes formes de monnaies répond à des règles strictes qui sont définies dans le Code monétaire et financier (CMF).
La loi impose le paiement par chèque, par virement ou par carte de paiement ou de crédit pour :
- Les traitements et salaires au-delà de 1 500 euros par mois (paiement possible par chèque barré ou virement à un compte bancaire ou postal) (art. L. 3241-1 C. trav.).
- Ne peut être effectué en espèces ou au moyen de monnaie électronique le paiement d'une dette supérieure à un montant fixé par décret, tenant compte du lieu du domicile fiscal du débiteur et de la finalité professionnelle ou non de l'opération (article L. 112-6. CMF). Montant fixé à 1 000 € (3 000 € si monnaie électronique) selon Article D112-3. CMF et à 15 000 € (ou 10 000 € selon le cas) pour un non-résident.
- Les règlements de plus de 1 000 euros effectués entre commerçants (art. L. 112-6 CMF).

Par ailleurs le franchissement des frontières nationales (ou de l'UE) avec plus de 10 000 euros en espèces (Article L152-1.mon. fin.) doit être précédé d'une déclaration au service des douanes (cerfa no 13426).
Toute infraction à ces dispositions est passible d’une amende de 750 à 15 000 euros. Cette amende incombe pour moitié au particulier non-commerçant qui a effectué le règlement et au vendeur du bien ou prestataire de services l’ayant accepté (art. L. 161-1 CMF et art. 1749 CGI). Si on voyage en France sans domicile fiscal, le règlement d’un bien ou d’un service d’un montant supérieur à 3 000 euros peut s’effectuer en espèces ou en chèques de voyage, sous réserve de donner une justification d’identité et de domicile.
La loi ne limite pas le paiement en espèces dans les cas suivants (article L112-6 CMF) :
- Entre personnes physiques n'agissant pas pour des besoins professionnels ;
- Aux personnes qui n'ont pas de compte de dépôt ;
- Aux personnes qui sont incapables de s'obliger par chèque ou par un autre moyen de paiement;
- Aux dépenses de l’État et des autres personnes publiques.

## Au Royaume-Uni
La notion de cours légal ne correspond pas exactement à celle de legal tender. L'atteinte à cette dernière n'est pas sanctionnée pénalement. Littéralement, l'expression doit être traduite en français par "offre légale".

## Au Canada
Les billets de banque en dollars canadiens émis par la Banque du Canada ont cours légal sur le territoire national. Néanmoins, les parties à une transaction commerciale sont libres de déterminer le mode de paiement. Ainsi, certaines affaires au Canada sont occasionnellement payées en dollars des États-Unis d'Amérique, bien que cette devise n'a pas cours légal au Canada.
Pour ce qui est des pièces de monnaie, le cours légal et les limites du pouvoir libératoire des différentes pièces sont fixés de la manière suivante :
- 40 dollars si la valeur faciale est de 2 dollars ou plus mais n'excède pas 10 dollars ;
- 25 dollars si la valeur faciale est de 1 dollar ;
- 10 dollars si la valeur faciale est de 10 cents ou plus mais n'excède pas 1 dollar ;
- 5 dollars si la valeur faciale est de 5 cents ;
- 25 cents si la valeur faciale est de 1 cent.

Les commerçants peuvent refuser la monnaie papier ayant cours légal au Canada sans violer la loi. Selon les lignes directrices légales, le moyen de paiement doit faire l'objet d'un accord entre les parties à la transaction. Ainsi, un commerçant peut refuser des billets de 100 $ s'il estime qu'il y a un risque de fausse monnaie.